# Palazzo Ducale, Mantua
Palazzo Ducale (italienska för hertigpalatset) är ett stort palatskomplex i Mantua i norra Italien. Byggnaden var hertigresidens för familjen Gonzaga och är idag ett museum. Komplexet omfattar cirka 500 rum, 7 trädgårdar och 8 innergårdar och upptar en yta på cirka 34 000 m², vilket gör det till det sjätte största palatset i Europa efter Apostoliska palatset, Louvren, Versailles, Caserta och Fontainebleau. 
De äldsta delarna uppfördes i slutet av 1200-talet av familjen Bonacolsi, däribland Palazzo del Capitano vars medeltida fasad vetter mot Piazza Sordello. Palatset byggdes successivt ut under 1300-, 1400- och 1500-talen under familjen Gonzaga som styrde staden 1328–1708, från 1530 som hertigar. Till komplexet fogades borgen Castello di San Giorgio som uppfördes 1395–1406 av Francesco I Gonzaga och hans arkitekt Bartolino da Novara. Under dennes sonson Ludovico III Gonzaga, och arkitekten Luca Fancelli, fortsatte bygget och 1460 engagerades konstnären Andrea Mantegna som är berömd för sina freskmålningar i Brudgemaket. På 1500-talet var arkitekten och konstnären Giulio Romano verksam vid ombyggnationer av hertigpalatset. När familjen Gonzaga dog ut och hertigdömet Mantua införlivades med det Tysk-romerska riket 1707 inleddes en nedgångsperiod för palatset som förföll. Idag är det omgjort till ett museum.